# Карр-Бойл, Джеймс, 5-й граф Глазго
Капитан Джеймс Карр-Бойл, 5-й граф Глазго (англ.  James Carr-Boyle, 5th Earl of Glasgow; 10 апреля 1792 — 11 марта 1869) — британский военно-морской командир и политик. Он был известен как виконт Келберн с 1818 по 1843 год.

## Происхождение
Родился 10 апреля 1792 года. Старший сын Джорджа Бойла, 4-го графа Глазго (1766—1843), и его первой жены, леди Огасты Хэй (1766—1822), дочери Джеймса Хэя, 15-го графа Эрролла. В 1822 году он принял по королевскому разрешению дополнительную фамилию Карр-Бойл.

## Карьера
Виконт Келберн служил капитаном Королевского флота , а также был членом Палаты общин Великобритании от Айршира с 1839 по 1843 год
С 1844 по 1869 год — лорд-лейтенант Ренфрушира.
3 июля 1843 года после смерти своего отца Джеймс Карр-Бойл унаследовал титулы 5-го графа Глазго (Пэрство Шотландии), 5-го виконта Келберна (Пэрство Шотландии), 2-го барона Росса из Хоукхеда в графстве Ренфрушир (Пэрство Соединённого королевства), 5-го лорда Бойла из Келберна, Стюартауна, Финника, Ларгса и Дэлри (Пэрство Шотландии) и 5-го лорда Бойла из Стюртауна, Камбреса, Фенвика, Ларгса и Дэлри (Пэрство Шотландии), став членом Палаты лордов Великобритании.

## Скачки
Многие богатые аристократы занимались скачками, но немногие из них когда-либо имели такой скромный успех, как лорд Глазго, чья пожизненная любовь к скачкам не оставляла ему ничего, что можно было бы показать в виде призовых денег или ценных жеребцов. Частично проблема заключалась в тупом нежелании лорда Глазго давать имена своим лошадям до тех пор, пока они не проявят себя, выиграв скачки, — привычка, которая, естественно, вызвала большое замешательство в конюшнях.

## Семья
4 августа 1821 года лорд Глазго женился на Джорджине Энн Хэй-Маккензи (? — 14 марта 1895), дочери Эдварда Хэй-Маккензи и достопочтенной Марии Мюррей-Маккензи. Их брак был бездетным.
Лорд Глазго скончался в марте 1869 года в возрасте 76 лет, и ему наследовал графство его сводный брат Джордж.